# مسعود آکوستا
مسعود آکوستا (انگلیسی: Mesut Akusta؛ زادهٔ ۲۲ فوریهٔ ۱۹۶۴) بازیگر اهل ترکیه است. وی از سال ۱۹۹۲ میلادی تاکنون مشغول فعالیت بوده‌است.
از فیلم‌ها یا برنامه‌های تلویزیونی که وی در آن نقش داشته‌است می‌توان به کوه، بابل، و تشکیلات اشاره کرد.